# Conversano
Pour le militant politique, voir Daniel Conversano.
Conversano est une ville italienne d'environ 26 100 habitants située dans la ville métropolitaine de Bari dans la région des Pouilles.

## Économie
Le territoire communal fait partie de la zone de production de la mozzarella di Gioia del Colle (AOP).

## Fêtes, foires

### Le notti della contea
À chaque mois d'août se tient dans la commune l'évènement festif Le notti della contea (littéralement « Les nuits du comté »). Ce sont trois soirées au cours desquelles se relèvent des reconstitutions historiques, un défilé, ou encore des spectacles de rue. Des stands sont également disposés avec des activités médiévales de tout genre.

### Imaginaria
Imaginaria Animated Film Festival, ou plus communément Imaginaria, est un festival de cinéma d'animation d'auteur annuel se tenant au monastère de San Benedetto. Il existe également une version pour enfants appelée Imaginaria Kids.

## Histoire
Au Moyen Âge, la ville est sous le contrôle de la famille Acquaviva d'Aragon et ce jusqu'en 1806. Les demeures aristocratiques, églises et monastère actuels constituant le patrimoine de la ville datent de cette domination.
L’église de Santi Cosma e Damiano a été construite en 1636 à la demande de Giangirolamo Acquaviva.

## Administration
| Période                                  | Période    | Identité          | Étiquette     | Qualité |
| ---------------------------------------- | ---------- | ----------------- | ------------- | ------- |
| 02/07/2018                               | 20/05/2020 | Pasquale Loiacono | Centre-gauche | Sindaco |
| 05/10/2020                               | En cours   | Giuseppe Lovascio | Centre-droit  | Sindaco |
| Les données manquantes sont à compléter. |            |                   |               |         |

### Hameaux
Castiglione, Triggianello

### Communes limitrophes
Castellana Grotte, Mola di Bari, Polignano a Mare, Putignano, Rutigliano, Turi